# Memorabilia

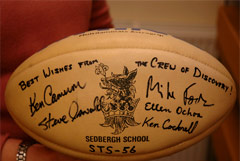
Pallone di rugby firmato dall'equipaggio del discovery

Per memorabilia, dal latino memorabilis, quindi ricordare o tenere nella memoria, si intendono degli oggetti appartenenti ad un avvenimento storico, ad un fatto noto, ad un film o ad un evento sportivo che sono accaduti in un passato relativamente recente. Questi oggetti sono quasi sempre legati a personaggi importanti protagonisti prevalentemente del mondo dello spettacolo (cinema, televisione, musica e sport), della politica, dell'arte e di qualunque altro settore dove questi personaggi hanno avuto ruoli prominenti e che sono diventati famosi a livello nazionale e internazionale, grazie soprattutto ai media.
Sono quindi oggetti di ogni genere ma fra i più ricercati ci sono trofei, abbigliamento, gioielli, bigiotteria, orologi, biglietti e foto autografate, materiale di scena, soprammobili, dischi e strumenti musicali ma anche moto e auto. Molti di questi oggetti, quelli soprattutto usati e/o appartenuti a personaggi famosi e ormai scomparsi vengono venduti in aste pubbliche e possono raggiungere quotazioni molto elevate, malgrado a volte abbiano uno scarso valore economico reale, altri vengono riprodotti in serie e venduti più facilmente a buon mercato. 
In diversi casi sono messi in vendita da personaggi ancora in vita, generalmente per motivi di beneficenza e/o per supportare cause sociali e ambientali, ma spesso anche per ottenere un guadagno in un momento di sopraggiunta difficoltà economica.

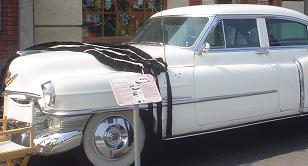
La Cadillac di Elvis Presley

Molti oggetti e memorabilia fanno parte di collezioni private e pubbliche e sono esposti in musei e mostre.
quindi ad un avvenimento storico, ad un fatto noto, ad un film, ad un evento sportivo e quasi sempre a personaggi importanti e protagonisti prevalentemente del mondo dello spettacolo

## Nello spettacolo

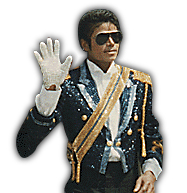
Michael Jackson con il guanto rivestito di strass

Tra i più ricercati in assoluto figurano gli oggetti legati ad Elvis Presley, a Marilyn Monroe e attualmente al celebre cantante Michael Jackson scomparso nel 2009, di cui è stato messo all'asta il guanto tempestato di brillantini e venduto per 350.000 dollari.

## Nello sport
Molto ricercati sono anche i memorabilia sportivi, quindi trofei, gagliardetti, attrezzi, palle, guantoni da baseball e da pugilato, magliette, scarpette etc., soprattutto se autografati dai protagonisti che li hanno usati o indossati. In questo caso il valore aumenta considerevolmente se tali attrezzature sono state usate durante un incontro per una vittoria in un evento di livello internazionale, quale un campionato mondiale o un trofeo significativo.

## Nella politica
Un certo spazio in questo mercato lo hanno anche gli oggetti utilizzati o creati in un dato momento storico quali una dittatura, una guerra, una rivoluzione, quindi simboli, bandiere, divise, armi, mostrine e medaglie. Per esempio in Italia e in Germania trovano ancora spazio oggetti legati al Fascismo e al Nazismo, mentre in Russia è florido il mercato di memorabilia del periodo del Comunismo.

## Aspetto sociale
I memorabilia psicologicamente sono prevalentemente un fenomeno di carattere sociale ed emotivo. Infatti si differenziano dall'antiquariato perché questo normalmente si riferisce ad arredi e oggetti d'arte di un periodo del passato lontano o sconosciuto, e quindi non vissuto in prima persona e di cui quindi non si ha testimonianza diretta e/o non si sono vissute e condivise emozioni in periodi della propria vita, come per esempio della gioventù. Il fatto di possedere un capo di abbigliamento indossato o un oggetto utilizzato e toccato dal personaggio ammirato, o ancor di più idolatrato, dà una certa soddisfazione e appagamento al nuovo possessore che così può sentire vicino a sé tale figura e addirittura mostrare con orgoglio ad altre persone tali oggetti.

## Aspetto economico
Attorno a questo fenomeno si muovono notevoli interessi commerciali e speculatori di vario genere sfruttano questo filone, facendo leva proprio sui sentimenti e sulle passioni di una grande percentuale di persone. Un esempio recente è l'impressionante risultato legato alla morte del sopra menzionato Michael Jackson, infatti appena diffusa la notizia del suo decesso si è scatenata una vera e propria caccia agli oggetti di questo personaggio e soprattutto ai vecchi dischi in vinile e cd ormai non più distribuiti.